# Jorge Enrique Otero Hart
Jorge Enrique Otero Hart fue un político peruano. 
Fue elegido diputado por Junín en 1963 por la Unión Nacional Odriísta durante el primer gobierno de Fernando Belaúnde. Su mandato se vio interrumpido el 3 de octubre de 1968 a raíz del golpe de Estado que dio inicio al gobierno militar de Juan Velasco Alvarado.